# Спікоаса
Спікоа́са (рум. Spicoasa) — село в Кагульському районі Молдови, відноситься до комуни Бурлаку.